# Lyrikpapyri
Lyrikpapyri (Eigenschreibweise: LYRIKPAPYRI) ist eine von Mathias Jeschke herausgegebene Reihe zeitgenössischer Gedichtbände deutschsprachiger Autoren, die von 2012 bis 2017 im Horlemann Verlag, Berlin, erschien.

## Titelverzeichnis
- Arne Rautenberg: nulluhrnull. Horlemann Verlag, Angermünde 2017, ISBN 978-3-89502-402-3.
- Dietrich Machmer: ende der kampfhandlung. Horlemann Verlag, Angermünde 2016, ISBN 978-3-89502-399-6.
- Jürgen Brôcan: Schädelflüchter. Horlemann Verlag, Angermünde 2015, ISBN 978-3-89502-397-2.
- Bianca Döring: Ging ich durch Stein und Licht. Horlemann Verlag, Angermünde 2015, ISBN 978-3-89502-398-9.
- Claudia Gabler: Wohlstandshasen. Horlemann Verlag, Berlin 2015, ISBN 978-3-89502-390-3.
- Arne Rautenberg: seltene erden. Horlemann Verlag, Berlin 2014, ISBN 978-3-89502-383-5.
- Annette Hagemann: sirene des duschraums. Horlemann Verlag, Berlin 2014, ISBN 978-3-89502-384-2.
- Rainer Stolz: Selbstporträt mit Chefkalender. Horlemann Verlag, Berlin 2014, ISBN 978-3-89502-376-7.
- Armin Steigenberger: die fortsetzung des glücks mit anderen mitteln. Horlemann Verlag, Berlin 2014, ISBN 978-3-89502-365-1.
- Rumjana Zacharieva: traumwechselstörung. Horlemann Verlag, Berlin 2013, ISBN 978-3-89502-366-8.
- Manfred Enzensperger: eingeschneite hunde. Horlemann Verlag, Berlin 2013, ISBN 978-3-89502-364-4.
- Ursula Teicher-Maier: Das Reiben der Vögel an Mozart. Horlemann Verlag, Berlin 2013, ISBN 978-3-89502-352-1.
- Sabine Schiffner: fremd gedanken. Horlemann Verlag, Berlin 2013, ISBN 978-3-89502-351-4.
- Myriam Keil: dezimierung der einmachgläser. Horlemann Verlag, Berlin 2013, ISBN 978-3-89502-350-7.
- Arne Rautenberg: mundfauler staub. Horlemann Verlag, Berlin 2012, ISBN 978-3-89502-341-5.
- Andreas Münzner: Anzeichen einer Umkehr. Horlemann Verlag, Berlin 2012, ISBN 978-3-89502-342-2.
- Gregor Däubler: die form/der druck/das meer. Horlemann Verlag, Berlin 2012, ISBN 978-3-89502-340-8.